# Nabonid

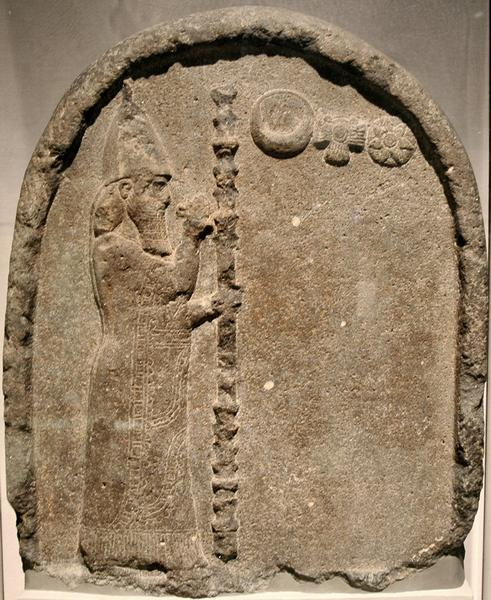
Nabonid

Nabonid (akkadiană: Nabu-na id, având sensul Nabu este lăudat) a fost ultimul rege al Imperiului Neo-Babilonian. El a domnit în perioada 556-539 î.Hr. Nabonid a fost ultimul rege al Babilonului în pofida textului din Cartea lui Daniel, care afirmă că Belșațar ar fi fost rege și fiu al lui Nabucodonosor al II-lea. În realitate Belșațar nu a fost rege, ci doar prinț moștenitor, nu a mai ajuns să fie rege deoarece tatăl său Nabonid a fost detronat de către Cirus al II-lea cel Mare, care a ocupat Babilonul. Nabonid a fost capturat iar viața sa a fost cruțată, dar nu se cunoaște nimic despre soarta lui Belșațar..

## Șederea în Tayma
Nu e clar de ce Nabonid a rămas îndelungat în Tayma. Motivul său de a merge acolo pare clar: Tayma era o oază importantă, din care rute comerciale ale Peninsulei Arabice puteau fi controlate. Asirienii încercaseră deja asta înaintea lui. Totuși, de ce Nabonid a rămas atâta (probabil în jur de zece ani, poate între 553–543 î.Hr.) și de ce s-a întors rămân probleme nerezolvate. S-a speculat că ar fi fost din cauză că nu se simțea în largul lui în Babilon, care era contra părtinirii sale pentru Sîn. În ce privește întoarcerea sa, ea ar fi putut să aibă de a face cu amenințarea crescândă din partea lui Cirus   și neînțelegerilor crescânde cu Belșațar, căruia i-a fost retrasă administrarea după ce Nabonid s-a întors, împreună cu un număr de funcționari.